# France Médias Monde
Pour les articles homonymes, voir AEF et FMM.

Siège de France Médias Monde à Issy-les-Moulineaux (Hauts-de-Seine)

France Médias Monde (FMM), anciennement l'Audiovisuel extérieur de la France (AEF), est une société nationale de programme créée le 4 avril 2008 pour superviser et coordonner les activités des radios et télévisions publiques détenues par l'État français et ayant une diffusion internationale.
France Médias Monde regroupe France 24, la chaîne de télévision d'information internationale en continu (en français, anglais, arabe et espagnol), Radio France internationale (RFI), la radio d’actualité mondiale (en français et en 16 autres langues), et Monte Carlo Doualiya (MCD), la radio française en langue arabe diffusée au Proche et au Moyen-Orient. Au total, le groupe diffuse ses programmes en 21 langues. France Médias Monde détient également une participation dans la chaîne TV5 Monde (12,6%).
La mission de France Médias Monde est d’assurer le rayonnement de la France et de véhiculer les valeurs démocratiques et républicaines françaises au niveau mondial. Les médias du groupe ont pour vocation de proposer une alternative aux médias étrangers existants sur la scène internationale en offrant, en plusieurs langues et sur tous les supports, une vision française de l’actualité internationale caractérisée par son indépendance par rapport au pouvoir politique français, et en assurant la promotion du dialogue, de l’échange des points de vue et du débat public. Les médias de France Médias Monde assurent également la promotion des cultures françaises et francophones dans toute leur diversité.
Les médias de France Médias Monde sont accessibles mondialement. France 24 est diffusée dans 574 millions de foyers (fin 2024), tandis que RFI et MCD disposent de l’un des plus grands parcs FM mondial (163 émetteurs à travers le monde) et de plus de 1 800 radios partenaires.
Chaque semaine, en 2024, France 24 rassemblait 137 millions de contacts télévision et numérique, RFI 98,5 millions de contacts radio et numérique et MCD 11 millions. Au total, le groupe touche chaque semaine 254 millions de téléspectateurs, d’auditeurs et d’internautes (moyenne 2024).
Sur le numérique, le groupe fédère une communauté de plus de 125 millions d’abonnés (Facebook, X, Instagram, YouTube, WhatsApp, TikTok) et ils ont enregistré en 2024 près de 3,8 milliards de vidéos et sons consommés sur les environnements numériques.
Le groupe emploie des journalistes de plus de 60 nationalités. Outre son siège basé à Issy-les-Moulineaux, France Médias Monde dispose d’implantations locales à l’étranger (RFI en mandenkan et en fulfulde à Dakar, RFI en haoussa à Lagos, RFI en kiswahili à Nairobi, RFI România et en ukrainien à Bucarest, RFI en khmer à Phnom Penh, France 24 en espagnol à Bogota, et une rédaction 100% numérique de France 24 en arabe et de MCD à Beyrouth) et il s’appuie également sur un large réseau de correspondants à travers le monde.

## Historique

### 2007-2008: Le projet France Monde
Depuis les années 1990, l'audiovisuel extérieur est considéré comme un support de rayonnement culturel à l'étranger et progressivement devenu un enjeu géostratégique. Le marché international est largement dominé par les puissances médiatiques anglo-saxonnes telles que CNN International et BBC World News, ou celles du Golfe telle qu'Al Jazeera. Malgré l'existence d'un conseil de l'audiovisuel extérieur de la France (CAEF) depuis 1989, la Cour des comptes juge en 2002 que la politique audiovisuelle extérieure souffre d'un manque de pilotage politique et administratif. Elle dénonce également la dispersion des crédits et la complexité du dispositif.
Fin 2007, le président de la République Nicolas Sarkozy charge son conseiller pour l'audiovisuel et la culture Georges-Marc Benamou et son conseiller diplomatique Jean-David Levitte d'une « mission de concertation et de propositions sur l'audiovisuel extérieur ». Le 30 novembre 2007, un rapport  préconise de créer une holding baptisée France Monde qui chapeauterait les chaînes de télévision TV5 Monde et France 24, et la radio RFI. Il s'agit de mutualiser les moyens et coordonner les activités des sociétés audiovisuelles françaises diffusant à l'étranger.
En février 2008, Alain de Pouzilhac est nommé au poste de président et Christine Ockrent à celui de directrice générale. La nomination de cette dernière est vivement critiquée par les syndicats de journalistes qui dénoncent un possible « conflit d'intérêts » et un manque de « crédibilité » dû au fait qu'elle est l'épouse de Bernard Kouchner, alors ministre des Affaires étrangères. De plus, des tensions apparaissent avec les partenaires étrangers de TV5 Monde qui se sentent tenus à l'écart de ce projet franco-français et craignent pour l'autonomie éditoriale de la chaîne. La finalisation de l'accord conclût que la holding ne gèrera que la participation française au sein de la chaîne à hauteur de 49 %.

### 2008-2013: Audiovisuel extérieur de la France
Le 4 avril 2008, une holding est créée à partir de la société par actions simplifiée « SNCF-A2 », rachetée peu avant à SNCF Participations par l'agence des participations de l'État pour un montant de 37 000 €. « SNCF-A2 » change de forme juridique en société anonyme et change de dénomination sociale en Audiovisuel extérieur de la France (AEF),, parfois appelée Société de l'audiovisuel extérieur de la France (SAEF). Le nom de France Monde prévu au départ est alors déjà pris par un particulier qui cherche à monnayer sa cession. Une convention liant la holding à l'État et précisant ses missions est signée le 23 mai 2008,.
Le 12 février 2009, l'AEF rachète l'intégralité des actions de France 24 auprès du Groupe TF1 et de France Télévisions, tous deux actionnaires à 50 % depuis la création de la chaîne, pour un montant de deux millions d'euros chacun. De plus, un contrat est signé avec les deux anciens actionnaires pour la fourniture de programmes,.
La loi du 5 mars 2009 relative à la communication audiovisuelle et au nouveau service public de la télévision transforme la société anonyme AEF en une société nationale de programme, à l'image de France Télévisions et Radio France,. Après avoir relevé du ministère des Affaires étrangères, l'AEF passe en janvier 2010 sous la tutelle de la direction générale des Médias et des Industries culturelles du ministère de la Culture et de la Communication.
En 2010, les relations entre les deux dirigeants, Alain de Pouzilhac et Christine Ockrent, se dégradent et un conflit interne au sein de France 24. En juillet, Christine Ockrent est brusquement rétrogradée au rang de directrice générale déléguée d'AEF et perd son poste à la tête de la chaîne d'information en continu, à la suite d'un conseil d'administration extraordinaire convoqué par Pouzilhac. Fin décembre, une collaboratrice d'Ockrent est accusée d'espionnage interne sur les ordinateurs des dirigeants d'AEF. Christine Ockrent est alors  désavouée par l'équipe de direction puis par le personnel de France 24. Finalement, en mai 2011, elle décide de quitter son poste et porte plainte pour harcèlement moral. Elle est remplacée par Pierre Hanotaux en septembre 2011.
En janvier 2012, l'AEF fusionne avec ses filiales RFI, Monte Carlo Doualiya et France 24. Cette fusion juridique est effective le 13 février 2012. Les radios préparent leur départ de la maison de la Radio en cours d'année pour emménager près de la télévision France 24 à Issy-les-Moulineaux,. En février 2012, Alain de Pouzilhac décide de nommer une direction des rédactions bicéphale avec à leur tête Nahida Nakad de France 24 et Anne-Marie Capomaccio de RFI.
Le 27 juin 2013, l'Audiovisuel extérieur de la France (AEF) est rebaptisé France Médias Monde (FMM). Le nom de l'AEF avait été retenu par défaut en 2008, celui prévu de France Monde étant déjà pris.

### Depuis 2013: présidence de Marie-Christine Saragosse

#### Nomination et reconduction par le CSA
Le 12 juillet 2012, Alain de Pouzilhac démissionne, en désaccord avec les orientations stratégiques décidées par le nouveau gouvernement, notamment l'arrêt de la fusion des rédactions de RFI et France 24. Le directeur général délégué Pierre Hanotaux est chargé de l'intérim dans l'attente de la nomination d'un nouveau président. Le 7 octobre 2012, Marie-Christine Saragosse, jusque-là directrice générale de TV5 Monde, est nommée présidente de la société.
En 2017, seule candidate à sa succession, Marie-Christine Saragosse est reconduite par le CSA, pour un nouveau mandat de cinq ans à compter du 5 octobre 2017. Cette nomination par le CSA  est inédite au sein de FMM selon l'application de la réforme de l'audiovisuel public (loi du 15 novembre 2013). Ce nouveau mode de nomination souhaité par François Hollande et annoncé pendant sa campagne présidentielle, vise à garantir une indépendance du secteur audiovisuel inhérent à une démocratie moderne et éviter ainsi des suspicions de soumission au pouvoir exécutif. Ce mode de nomination est par ailleurs critiqué selon  le sénateur PRG Jacques Mézard, rapporteur de la commission d’enquête du Sénat sur les autorités administratives indépendantes. De même, le manque de transparence et la proximité des membres du CSA issu du même secteur biaise le choix définitif selon Franck Riester, député Les Républicains de Seine-et-Marne, « Le régulateur d’un secteur ne peut pas être celui qui en nomme les responsables. ».
En février 2018, la reconduction de Marie-Christine Saragosse par le CSA à la tête de France Médias Monde est annulée par  la HATVP (Haute Autorité pour la transparence de la vie publique), à cause d'un retard de déclaration de patrimoine dans les délais impartis. Selon les statuts de FMM, la gouvernance transitoire est  assuré par « le doyen du conseil d’administration nommé par le CSA », à savoir « Francis Huss, un conseiller des Français de l’étranger ». Le syndicat FO Médias dénonce  "des situations anxiogènes qui fragilisent les salariés et les stratégies d'entreprises" tandis que  des collaborateurs du groupe jugent cette décision « ubuesque » et « disproportionnée »  et initie une « motion de confiance » à travers une pétition. À la suite d'un conseil d'administration extraordinaire, Marie-Christine Saragosse est nommée directrice générale chargée de la stratégie de France Médias Monde et chargée d'une mission opérationnelle afin d'"éviter toute rupture" dans les activités du groupe. Le 18 avril suivant, le CSA nomme à nouveau Marie-Christine Saragosse à la présidence de France Médias Monde, pour une durée de cinq ans,.
Fin 2020, la Cour des comptes publie un rapport globalement critique sur la gestion de FMM. L'enquête ouverte par ce rapport aboutit à la condamnation de plusieurs dirigeants en juin 2024. Un éventuel préjudice financier n’ayant pu être prouvé, Marie-Christine Saragosse, PDG de France Médias Monde, est relaxée par la Cour des comptes,.
Marie-Christine Saragosse est reconduite par l'Arcom à la présidence-direction générale de France Médias Monde pour un troisième mandat le 11 janvier 2023 .

#### Assassinat de Ghislaine Dupont et Claude Verlon
Le 2 novembre 2013, deux envoyés spéciaux de RFI, Ghislaine Dupont et Claude Verlon, sont enlevés et assassinés non loin de Kidal, au Nord-Est du Mali. La journaliste et l'ingénieur du son venaient d'interviewer un représentant Touareg du Mouvement national pour la libération de l'Azawad (MNLA) dans le cadre d'une émission spéciale de RFI sur « la crise dans le nord du Mali et la réconciliation ». Ce double meurtre, revendiqué par Al-Qaïda au Maghreb islamique (AQMI), intervient quatre jours après la libération des « otages d'Arlit », retenus pendant trois ans par ce même groupe terroriste,,,.
Dans le contexte de la guerre que l'État français mène pour la première fois en Afrique contre le terrorisme, la région de Kidal est considérée comme une zone à risques élevés au moment de la validation de l'ordre de mission du reportage par la direction de la rédaction Afrique de RFI. Dès le 29 octobre 2013 à la suite des négociations pour la libération des « otages d'Arlit » (soit quatre jours avant leur assassinat), les questions s'orientent sur la responsabilité du média employeur sur les moyens de protection et de sécurité des deux reporters à RFI  ont été, de fait, soulevées,,,,. Ce drame démontrant que, dans les zones de conflit, les reporters sont devenus aujourd'hui des cibles, Marie-Christine Saragosse entreprend aussitôt de mettre en place des mesures afin de renforcer la protection des reporters des trois entités de France Médias Monde : France 24, RFI et Monte Carlo Doualiya,.
Depuis l'enquête progresse peu : revendiqué par Al-Qaïda au Maghreb islamique, aucun responsable n'a été capturé et les circonstances de leur enlèvement demeurent floues. L’association "Les Amis de Ghislaine Dupont et Claude Verlon" confirme l'hypothèse d'un lien avec l’affaire des otages d’Arlit, au Niger : lors de la libération des otages d’Arlit, une confusion des événements aurait précipité leur exécution  et dénonce un manque de transparence dans l'enquête. Fin 2018, l'enquête se poursuit avec le déplacement du juge antiterroriste au Mali en collaboration étroite avec son homologue malien. En juillet 2019, des nouveaux éléments découverts par RFI remettent en question la version officielle de l’armée française.
À la suite de l'assassinat des deux confrères de RFI au Mali, France Médias Monde a créé la Bourse Ghislaine Dupont et Claude Verlon en 2013. Chaque année, cette bourse récompense deux lauréats (un journaliste, un technicien) issu d’un pays d’Afrique francophone, qui bénéficient d’une session de formation à Paris en immersion à RFI, en partenariat avec l’INA et l’Ecole de journalisme de Sciences Po Paris. En novembre 2023, FMM a célébré le 10ème anniversaire de la Bourse lors d’une opération spéciale organisée à Abidjan, qui a été l’occasion de réunir tous les anciens bénéficiaires et lauréats qui se sont organisés en « Réseau Dupont Verlon pour le journalisme d’investigation ».

#### Innovation et développement numérique
Officiellement lancé le 8 mars 2016, un projet numérique est engagé au sein de France 24 par un partenariat avec le pure player américain privé Mashable. Particulièrement adapté pour le format d'écriture en mobilité et s’appuyant sur l’usage des réseaux sociaux, le projet vise selon Marie-Christine Saragosse à cibler un jeune public (18/25 ans), comme étant un « (...) partenariat offensif sur le numérique, avec les acteurs des générations de sites plus récentes, une initiative positive pour le service public français et une garantie pour le futur. (...). ». Ce partenariat avec un opérateur privé suscite des réticences selon Johan Hufnagel, directeur de publication de Libération, accusant l’État d’« uberiser » les sites d’information. Le financement est assuré  par  le « fonds Google », qui a accordé un financement de 980 000 euros, l'exploitation sera par la suite, couverte par la publicité. Ce partenariat prend fin en septembre 2018 à la suite du changement stratégique opéré par le rachat du site par le groupe de presse Ziff Davis en décembre 2017 .
Complément documentaire au site d’actualité RFI.fr, le lancement de RFI Savoirs vise à  capitaliser le savoir-faire organisationnel et  à renforcer l'éducation sur internet, dont l'apprentissage du français. Mise en ligne depuis novembre 2015, la plateforme propose des fonctionnalités de partage, de publications de ressources numériques organisées par thématique autour de sujets traités par les rédactions éditoriales. En novembre 2022, RFI Savoirs est remplacé par Le Français facile avec RFI, nouveau site d’apprentissage du français par l’écoute de la radio internationale, entièrement gratuit et adapté aux nouveaux usages, avec des innovations qui améliorent l’expérience des apprenants,. Le site propose des podcasts et des contenus audios dédiés, accompagnés d’exercices et de ressources pédagogiques développés par le service langue française de RFI. Il s’appuie aussi sur le succès du « Journal en français facile » diffusé à l’antenne chaque jour et disponible en réécoute sur le site avec un lecteur intelligent permettant à l’auditeur de l’écouter avec sa transcription, en choisissant sa vitesse de lecture.
France Médias Monde propose également des offres pureplayer 100% numériques. C’est le cas depuis 2017 avec InfoMigrants, offre d’information destinée aux migrants où qu’ils se trouvent, et qui est le fruit d’une coopération avec Deutsche Welle et l’agence de presse italienne ANSA,,. Elle est déclinée en 6 langues (français, anglais, arabe, dari, pachtoune, bengali) et a enregistré en 2023 194 millions de vidéos vues en 2023 (+160% vs 2022). Depuis 2021, le groupe propose aussi ENTR, offre 100% vidéos, 100% réseaux sociaux pour les jeunes Européens, développée avec Deutsche Welle et une dizaine de médias partenaires européens,. Disponible en 10 langues (français, anglais, allemand, polonais, portugais, roumain, bulgare, néerlandais, hongrois, slovaque), l’offre a cumulé plus de 117 millions de vidéos vues en 2023 (+109% vs 2022).
Sur le numérique, France Media Monde a adopté une stratégie d’hyperdistribution raisonnée, en étant à la fois présents sur les plateformes et réseaux sociaux (Facebook, YouTube, Instagram, X, TikTok, Telegram) tout en investissant sur ses environnements propriétaires. En septembre 2023, FMM a également lancé des chaînes WhatsApp de RFI et de France 24, qui cumulent aujourd’hui plus de 7,5 millions d’abonnés, RFI et France 24 étant de loin les 1ers médias français sur ce réseau social.

#### Lutte contre les infox
Les médias de France Médias Monde sont aussi mobilisés pour lutter contre la désinformation, avec près d’une quinzaine d’émissions dédiées dans toutes les langues de diffusion du groupe. France 24 dispose notamment d’une rédaction intitulée « Les Observateurs » qui s’attache à décrypter et analyser les images et les fausses informations, en s’appuyant sur un réseau de 5 000 observateurs à travers le monde. En 2023, une cellule de vérification et d’investigation numérique, « InfoVérif », a également été créé à RFI,.

### Faits marquants

#### Certification Journalism Trust Initiative
France Médias Monde a été certifié en octobre 2023 par la"Journalism Trust Initiative" (JTI) de Reporters sans frontières, obtenant un score maximal de 100% lors de l'évaluation globale. Sur chacun des critères de certification, France Media Monde a atteint ou dépassé le seuil minimum recommandé,,.

#### Prix et distinctions
Au cours des dernières années, France Médias Monde a obtenu de nombreux Prix et récompenses : Mention spéciale de la compétition internationale et Prix pour les droits humains au FIGRA 2024 , Prix du Grand Reportage aux Lauriers de l’audiovisuel 2024 , sélection au prix Albert-Londres 2023 , Prix Philippe Chaffanjon du reportage multimédias, etc.
Lors de la cérémonie du prix de l'initiative européenne 2023, France Médias Monde a été doublement honoré. La 20e édition de ce prestigieux prix, organisée en partenariat par la Maison de l'Europe de Paris et le Club de la presse européenne, a distingué Caroline de Camaret, rédactrice en chef Europe à France 24, ainsi que l' « initiative réseau de journalistes européens (ENTR) »,.

#### France 24 en espagnol
La chaîne France 24 en espagnol est lancée le 27 septembre 2017. Ce lancement est l’aboutissement de la réflexion engagée par Marie-Christine Saragosse, depuis sa prise de fonction en 2012 autour d’un projet permettant à France 24 de se doter d’une quatrième langue, commune à la grande majorité de tout un continent (y compris au Brésil où l’espagnol est la deuxième langue), comptant 500 millions de locuteurs dans le monde dont l'usage d'internet et des réseaux sociaux est particulièrement répandu.
Lancée dans un premier temps à hauteur de 6h de diffusion chaque jour en espagnol, la chaîne monte progressivement en puissance et émet pleinement 24h/24 en espagnol à compter de septembre 2021 . La chaîne s’appuie sur des synergies étroites avec RFI en espagnol, à travers notamment des émissions bi-média telles que « Carusel de las artes »,, « En primera plana », et « Escala en Paris »,.
Emise depuis sa rédaction située à Bogota en Colombie, France 24 en espagnol est suivie par 3,5 millions de téléspectateurs, dans seulement trois pays mesurés, et accessible dans plus de 20 millions de foyers en Amérique latine.

#### Renforcement des programmes en langues africaines
France Médias Monde a renforcé sa production en langues africaines autour de RFI en mandenkan (2015) et RFI en fulfulde (2020) à travers le projet Afri’Kibaaru, développé avec sa filiale CFI et financé par l’Agence française de développement (AFD). Les deux rédactions, basées à Dakar, produisent deux heures de programmes chaque jour. Elles permettent de toucher plus largement les publics du Sahel, une étude Kantar menée en 2022 montrant qu’elles sont suivies par plus de 70% de la population locale. Outre ses offres en mandenkan et en fulfulde, RFI dispose également d’une rédaction en kiswahili (basée à Nairobi) et d’une rédaction en haoussa (basée à Lagos).

#### Un pôle régional «Europe centrale et orientale» à Bucarest
France Médias Monde dispose d’un ancrage en Europe centrale et orientale autour de RFI România, basée à Bucarest (Roumanie), qui accueille également la rédaction d’ENTR en roumain et, depuis octobre 2022, une rédaction de RFI en ukrainien,,,. Cette dernière produit une offre entièrement numérique (site et réseaux sociaux) avec des articles, des vidéos, des photos, enregistrant près de 900 000 contacts chaque semaine.

#### Coupures et censure

##### Mali
Le 17 mars 2022, le gouvernement de transition malien annonce engager une procédure pour suspendre « jusqu'à nouvel ordre » la diffusion de la radio RFI et de la chaine de télévision France 24 après la publication d’informations selon lesquelles l’armée malienne était impliquée dans des exactions contre des civils. France Média Monde déclare à travers un communiqué que « Le groupe déplore cette décision et proteste vivement contre les accusations infondées mettant gravement en cause le professionnalisme de ses antennes ». Néanmoins, RFI reste « accessible par ondes courtes, un moyen technique très utilisé en Afrique, notamment par les populations éloignées des grandes villes », tout comme France 24 « par réception satellitaire directe ». De même, les réseaux sociaux sont accessibles et  « vont bénéficier comme en Russie, en partenariat avec RSF [Reporters sans frontières], de sites internet miroirs via des adresses qui ne pourront pas être coupées par les autorités maliennes ». FMM souhaite engager également une « action en diffamation en France et au Mali, à la suite de la publication [d’un communiqué] dans lequel le gouvernement malien compare les agissements supposés de RFI et France 24 aux pratiques et au rôle tristement célèbres de la radio Mille Collines Radio télévision libre des Mille Collines ». France Média Monde communique un ensemble de réponses à la Haute Autorité de la Communication du Mali  prouvant le professionnalisme et l'indépendance des journalistes et dénonce un vice de procédure lié à la coupure brutale et unilatérale de la décision du 17 mars. Cette suspension devient définitive le 27 avril 2022 sur décision officielle de la HAC. Le président Emmanuel Macron fustige cette décision et déplore une « course en avant vers le pire » dans un contexte où l'armée française se retire progressivement du pays. De même, des instances internationales dont l'ONU ainsi que le HCDH contestent cette décision selon le principe de la liberté d'expression et de la presse.

##### Burkina Faso
En décembre 2023, RFI a pris connaissance, par voie de communiqué, de la suspension « immédiate et jusqu'à nouvel ordre » de la diffusion de ses programmes au Burkina Faso. La direction de RFI a vivement déploré cette décision et s’est élevée contre des accusations totalement infondées mettant en cause le professionnalisme de ses antennes. Cette coupure est intervenue sans préavis et sans que soient mises en œuvre les procédures prévues par la convention de diffusion de RFI établie par le Conseil Supérieur de la Communication du Burkina Faso. Au Burkina Faso, RFI était diffusée en FM (5 relais), en ondes courtes, en clair sur plusieurs satellites et via une cinquantaine de radios partenaires. Elle y était suivie chaque semaine par plus de 40% de la population et plus de 70% des leaders d'opinion
En mars 2023, France 24 a appris par un communiqué du gouvernement du Burkina Faso la suspension « sine die » de la diffusion de ses programmes dans le pays. La direction de France 24 a déploré cette décision et contesté les accusations sans fondement qui ont mis en cause le professionnalisme de la chaîne. La décision de suspendre la chaîne est intervenue sans préavis et sans que n’aient été mises en œuvre les procédures prévues par la convention de diffusion de France 24 établie par le Conseil Supérieur de la Communication du Burkina Faso. Au Burkina Faso, France 24 était suivie par un tiers de la population chaque semaine et plus de 60% des cadres et dirigeants. Elle reste accessible en réception satellitaire directe via Eutelsat 16 A et SES 5, sur YouTube, Internet et les réseaux sociaux.

##### Niger
En août 2023, une semaine après le coup d’État au Niger, la diffusion des programmes de RFI et France 24 a été interrompue dans le pays. France Médias Monde a dénoncé cette décision prise hors de tout cadre conventionnel et légal. Au Niger, RFI comptait 7 relais FM, en plus des ondes courtes qui diffusent ses programmes en français, en haoussa et en fulfulde, ainsi que plusieurs accès satellitaires. Un réseau de radios partenaires diffusait également ses programmes en français, en haoussa et en fulfulde. En 2022, 1,9 million d’auditeurs écoutaient la radio chaque semaine dans le pays (18% de la population) et elle était la 1ʳᵉ radio internationale auprès des leaders d’opinion. France 24 était quant à elle suivie par un quart de la population nigérienne chaque semaine . RFI et France 24 restent actuellement accessibles au Niger en réception satellitaire directe en clair. Les programmes de RFI en français, haoussa et fulfulde continuent d’être diffusés en ondes courtes. RFI et France 24 sont également accessibles sur YouTube, sur leurs applications, leurs sites Internet et les réseaux sociaux,. Le 12 décembre 2024, le Niger porte plainte » contre RFI, et accuse RFI d'« orchestrer »  « une vaste campagne de désinformation.

##### Suspension de MCD à Tripoli (Libye) et à Khartoum (Soudan)
En Libye, à Tripoli, la fréquence FM de MCD a été coupée fin 2022, décidée par les autorités locales en réaction à la diffusion d’une émission traitant de l’homosexualité. En mai 2023, l’émetteur portant la FM de MCD à Khartoum au Soudan a également cessé d’émettre dans le contexte de guerre civile dans le pays, impactant tous les médias internationaux.

##### Suspension de MCD au Togo (2025)
En juin 2025, Le Togo suspend Radio France International et France 24, filiale de "MCD" au Togo, accusés d’avoir relayé des « propos inexacts et tendancieux » après des manifestations, au Togo

#### Attaque aux prudhommes de salariés de Red Bee Medias (2023)
En septembre 2023, une quarantaine de salariés de Red Bee Medias, une société de services audiovisuels, demandent auprès des prudhommes leur intégration au sein de France Médias Monde pour lequel il travaille régulièrement depuis une dizaine d'années. « Nous demandons également la condamnation de la société au délit de marchandage, prêt de main-d’œuvre illicite et travail dissimulé. » Régulièrement sollicités par France Medias Monde, les salariés qui saisissent les prudhommes, majoritairement des techniciens, dénoncent également une inégalité de traitement par rapport aux salariés sous contrat de l'organe audiovisuel public.

#### Projet de fusion au sein de France Médias (2024)
En mai 2024, l'exécutif propose un projet de fusion en 2026 de France Médias Monde avec l'INA, Radio France et France Télévisions au sein d'une holding, France Médias, qui verra le jour en 2025. La dissolution de l’Assemblée nationale par le Président de la République le 9 juin 2024 a entraîné la suspension de l’ensemble des travaux législatifs, mettant la réforme à l’arrêt, malgré l’adoption en première lecture du texte lors de son examen en commission des Affaires culturelles et de l’éducation, qui excluait toutefois France Médias Monde du projet. En effet, lors de l’examen de la proposition de loi à l’Assemblée nationale, Stéphane Séjourné, Ministre de l’Europe et des Affaires étrangères, avait déclaré lors de son audition par la Commission des Affaires étrangères que le gouvernement était « favorable à l’exclusion de l’audiovisuel extérieur » de la réforme.

#### Sanctions après des négligences de contrôle financier (2024)
En juin 2024, plusieurs dirigeants de France Médias Monde sont condamnés par la justice. La PDG, Marie-Christine Saragosse, mise en cause « pour sa gestion des salaires et des indemnités de départs des dirigeants du groupe, ainsi que pour sa politique d'achats », est relaxée, un éventuel préjudice financier n’ayant pu être prouvé,. Son ancien directeur général écope quant à lui d'une amende de 5 000 euros pour « méconnaissance des règles » en matière de « contrôle financier », la DRH écope d'une amende de 2 000 euros et le directeur des environnements numériques écope de 1 000 euros d'amende.

## Organisation

### Composition et missions
France Médias Monde est une société nationale de programme dont la mission est définie par l'article 44 de la loi no 86-1067 du 30 septembre 1986 relative à la liberté de communication. Elle doit « contribuer à la diffusion et à la promotion de la langue française, des cultures françaises et francophone, ainsi qu'au rayonnement de la France dans le monde, notamment par la programmation et la diffusion d'émissions de télévision et de radio ou de services de communication au public en ligne relatifs à l'actualité française, francophone, européenne et internationale ».
France Médias Monde fédère trois entités :
- France 24, chaîne de télévision d'information en continu diffusée sur 4 canaux distincts en français, anglais, arabe (فرانس 24) et espagnol.
- Radio France internationale (RFI), radio d'information internationale multilingue (17 langues) ;
- Monte Carlo Doualiya (MCD), radio française en langue arabe.

Le groupe détient également une participation de 12,6 % dans le capital de la chaîne de télévision généraliste francophone internationale TV5 Monde aux côtés des autres partenaires publics français, belge, canadien et suisse.
La société est membre de l'Union européenne de radio-télévision (UER) depuis sa création, et également membre associé de l'Union de radiodiffusion des États Arabes (en) (ASBU) depuis juin 2012. Elle participe également aux Médias Francophones Publics ainsi qu’au DG8, organisation qui rassemble les audiovisuels publics internationaux de huit grands pays démocratiques (outre France Médias Monde, le DG8 rassemble ABC Australia, BBC World Service, CBC-Radio Canada, Deutsche Welle, NHK World-Japan, USA Global Media, et SSR-SRG).

### Dirigeants
Le président directeur général et le directeur général délégué de France Médias Monde sont également ceux des trois chaînes du groupe.
| Présidence direction générale - 4 avril 2008 - 12 juillet 2012 : Alain de Pouzilhac - 12 juillet 2012 - 7 octobre 2012 : Pierre Hanotaux (par intérim) - 7 octobre 2012 - 13 février 2018 : Marie-Christine Saragosse - 13 février - 18 avril 2018 : Francis Huss (gouvernance transitoire) - depuis le 18 avril 2018 : Marie-Christine Saragosse | Direction générale déléguée - 4 avril 2008 - mai 2011 : Christine Ockrent - septembre 2011 - 31 décembre 2012 : Pierre Hanotaux - 1er janvier 2013 - 30 juin 2023 : Victor Rocaries - depuis le 1er juillet 2023 : Roland Husson |

| Médias - Directeur de RFI : Jean-Marc Four - Directrice de France 24 : Vanessa Burggraf - Directrice de MCD : Souad El Tayeb - Directeur de la sûreté éditoriale : Jean-Christophe Gérard Pôle ressources - Directrice des ressources humaines : Laurence Barrière - Directeur administratif et financier : Thierry Delphin - Directrice des affaires juridiques : Nathalie Moulin - Directeur technique et des systèmes d'information : Thierry Fanchon | Directions transverses - Directeur des environnements numériques : Vincent Fleury - Directeur de la communication, des relations institutionnelles et de la RSE : Thomas Legrand-Hedel - Directrice des études et des relations auditeurs : Claire Marous-Guivarch - Directeur du développement international et des ressources propres : Serge Schick |

Conseil d'administration
Le conseil d'administration de France Médias Monde, présidé par Marie-Christine Saragosse, Présidente-directrice générale, est composé de quinze membres, cinq administrateurs représentant l'État, cinq administrateurs indépendants nommés par l’Autorité de régulation de la communication audiovisuelle et numérique (Arcom), deux représentants le du Parlement, et deux représentants le du personnel.
Voir la composition du Conseil d'administration de France Médias Monde

### Siège
Le siège de France Médias Monde est situé au 80 rue Camille Desmoulins à Issy-les-Moulineaux. Il abrite depuis février 2013 les équipes de RFI, MCD et France 24 dans le même bâtiment. Le groupe dispose par ailleurs plusieurs rédactions implantées localement : à Bucarest (RFI en roumain et RFI en ukrainien), à Dakar (RFI en mandenkan et en fulfulde), à Lagos (RFI en haoussa), à Nairobi (RFI en kiswahili), à Bogota (France 24 en espagnol) ainsi qu’à Beyrouth (rédaction 100% numérique pour France 24 en arabe et MCD) et Phnom Penh (RFI en khmer).
Il compte 18 studios pour la radio : 12 studios d'antenne numériques (régie + plateau), 5 studios de post-production et 1 studio destiné à la radio MCD. Il y a une régie finale de supervision d'où partent les 42 signaux des deux radios à travers le monde. La télévision compte 5 studios pour les journaux, les magazines et les débats, 1 studio pour les interviews. Il y a également le « Grand Studio », commune à la chaîne de télévision et aux radios

### Identité visuelle (logo)

Logo de l'Audiovisuel extérieur de la France d'avril 2008 à juin 2013.
Logo de France Médias Monde de juin 2013 à avril 2016.
Logo de France Médias Monde de avril 2016 à octobre 2021.
Logo de France Médias Monde depuis octobre 2021.

### Capital
France Médias Monde est détenu à 100% par l'État français via l'agence des participations de l'État (APE).
En juillet 2013, France Médias Monde cède 36,42% de ses parts de TV5 Monde à France Télévisions pour un montant de 446 000 euros. France Télévisions monte ainsi sa participation à 49 % tandis que France Médias Monde ne détient plus que 12,58 % du capital. Cet échange permet de retrouver la situation antérieure à la création de FMM en 2008, lorsque France Télévisions était actionnaire principal. La fait d'avoir confié la participation française dans TV5 Monde à FMM en 2009 est jugé par le gouvernement comme « une fausse bonne idée » qui a eu plusieurs « conséquences négatives ».

## Partenariats
Le 20 février 2014, France Médias Monde et Radio France signent une convention d'une durée de trois ans mettant en place des partenariats éditoriaux et techniques. Ils prévoient de nouvelles collaboration, notamment concernant leur développement dans les pays méditerranéens. Le 9 avril 2014, l'État et France Médias Monde signent leur premier contrat d'objectifs et de moyens (COM).
Le 23 mars 2016, FMM signe un partenariat de trois ans avec l'État pour renforcer l'éducation aux médias dans les établissements scolaires. Des journalistes du groupe se rendront dans les écoles pour parler de la différence entre information et propagande et partager leur réflexion sur la liberté de la presse.
En 2016, un partenariat éditorial est engagé avec Irina Bokova, directrice générale de l’UNESCO autour de la publication L'histoire générale de l’Afrique. L’objectif de ce partenariat est de faire reculer les préjugés qui affectent l’histoire africaine.
En juin 2017, CFI devient une filiale à part entière de France Médias Monde, préalablement détenue par Arte à 25 % et France Télévisions à 75 %.
En 2017, Marie-Christine Saragosse engage un partenariat avec l'AUF pour contribuer au rayonnement international de la connaissance et de l'expertise scientifique francophone.
Du 20 octobre 2020 au 10 avril 2021, France Médias Monde est présente au pavillon « France » de l'Exposition universelle de 2020 qui se déroule à Dubaï.

## Financement
| Année  | 2011  | 2012  | 2013  | 2014  | 2015 | 2016  | 2017  | 2018  | 2019      |
| Budget | 263,5 | 248,6 | 248,1 | 249,3 |      | 244,0 | 251,5 | 257,8 | 255,2 + 5 |

Depuis 1948, le financement de l'audiovisuel public était assuré par une contribution, aussi appelée redevance télé est un impôt qui concerne tous les foyers possédant un téléviseur.
En 2016, le rapport du député Marcel Rogemont préconise que FMM devrait probablement opérer un rapprochement financier commun avec le ministère des Affaires étrangères au regard de son ambition d’être un « étendard unique et innovant de la diplomatie culturelle de la France » et non seulement sur la redevance.
En novembre 2018, la commission des finances de l'Assemblée nationale française propose une augmentation de 5 millions d'euros de la dotation initiale pour France Médias Monde pour 2019.
Le 23 juillet 2022, la suppression de la Contribution pour l’Audiovisuel Public est votée à l’Assemblée nationale. L’exécutif décide de remplacer ce financement « par une part de la TVA, au moins jusqu’en 2024 », permettant ainsi d’éviter un financement direct de l’audiovisuel public français par le budget de l’Etat, et ainsi garantir une recette affectée. Ce dispositif est toutefois transitoire à ce stade, la loi organique aux lois de finances (LOLF) ne permettant plus, à partir du 1er janvier 2025, d’affecter une taxe à un organisme ou un établissement sans lien direct avec l’objet de l’imposition. Sans réforme de la loi organique relative à la loi de finances, le financement de l’audiovisuel public en France pourrait donc être budgétisé. Marie-Christine Saragosse, Présidente-directrice générale de France Médias Monde, alerte sur les conséquences  que pourrait avoir une « budgétisation » du financement de France Médias Monde en termes d’image à l’international.